# Retiniphyllum guianense
Retiniphyllum guianense är en måreväxtart som beskrevs av Julian Alfred Steyermark. Retiniphyllum guianense ingår i släktet Retiniphyllum och familjen måreväxter.
Artens utbredningsområde är Guyana. Inga underarter finns listade i Catalogue of Life.